# Puccinellia stapfiana
Puccinellia stapfiana är en gräsart som beskrevs av Ralph Randles Stewart. Puccinellia stapfiana ingår i släktet saltgrässläktet, och familjen gräs. Inga underarter finns listade i Catalogue of Life.